# Диплатинапразеодим
Диплатинапразеодим — бинарное неорганическое соединение, интерметаллид
платины и празеодима
с формулой PrPt2,
кристаллы.

## Получение
- Сплавление стехиометрических количеств чистых веществ:

{\displaystyle {\mathsf {2Pt+Pr\ {\xrightarrow {2200^{o}C}}\ PrPt_{2}}}}

## Физические свойства
Диплатинапразеодим образует кристаллы
кубической сингонии,
пространственная группа F d3m,
параметры ячейки a = 0,76470 нм, Z = 8,
структура типа магнийдимедь Cu2Mg (фаза Лавеса)
.
Соединение конгруэнтно плавится при температуре ≈2200°С .